# Авторское право в Германии
Немецкое авторское право — право защиты авторского произведения в Германии.

## Требования по защите
В Германии существуют разные стандарты охраноспособности произведений прикладного искусства с одной стороны, и других видов работ, особенно изобразительного искусства с другой.

## Передача авторских прав
Авторское право воспринимается в Германии как один из элементов общего личностного права и поэтому является неотчуждаемым. Это также означает, что нет корпоративного авторского права в Германии. Основные авторские права не могут быть переданы, за исключением права на наследование («наследие»).

## Лицензии
При наличии не оформленной лицензии на авторские права, автор имеет права на защиту произведения. Часто трудовые договоры истолковываются как предоставление работодателю исключительных прав на любые произведения, созданные работником в рамках своих трудовых обязательств. Для компьютерного программного обеспечения закон Об авторском праве прямо предусматривает, что все экономические права на использование «принадлежат» к работодателю.
Длительность авторских прав — 70 лет после смерти автора. Это был самый длинный срок из всех государств-членов ЕС; до 1965 года этим сроком был — срок жизни автора плюс 80 лет.

## История
По данным историка Höffner введение в 1710 году авторского права в Великобритании и позже во Франции тормозило экономический прогресс более века. В это время Германия процветала из-за отсутствия законов об авторском праве. В то время Германия была аграрной страной. В Пруссии ввели закон Об авторском праве довольно поздно — в 1837 году, но даже тогда авторы и издатели просто должны были пойти в другое германское государство, чтобы обойти закон. В результате в Германии было массовым распространение книг, ведущих к знаниям, заложен фундамент промышленности.

## Основы современного авторского права в Германии
В настоящее время автор произведения в Германии пользуется охраной авторских прав в соответствии с §§ 7, 1, 2 закона об авторских правах. Все работы авторов соответственно защищены авторским правам. Если работа имеет несколько авторов, то для публикации, эксплуатации или изменения работы необходимо иметь согласие от каждого автора. Автор должен иметь право запретить любое искажение его произведения, которое подвергало бы опасности его законные интеллектуальные или личные авторские интересы в произведении.
Переводы и другая адаптация авторской работы, должны обладать защитой, для обеспечения авторского права в работе. Адаптация незащищенной музыкальной работы не должна обладать защитой как независимая работа.
Официальные законы, постановления, декреты и уведомления не должны обладать защитой авторских прав. То же самое относится к другим официальным работам, опубликованным в официальных интересах для общественной информации.
Если автор сам не хочет использовать свои произведения, можно предоставить права использования другому лицу. В соответствии с положениями § 29 закона авторское право не может быть передано другому лицу, пока автор жив.
Для защиты прав авторов и обладателей родственных прав в Германии могут создаваться общества охраны авторских прав, которые
управляют по требованию авторов их правами, если субъекты этих прав являются гражданами Германии, или другого
государства-члена ЕС, и если иное эффективное управление правами и требованиями невозможно.
Право пользования может быть предоставлено как «неисключительное право» или «исключительное право» пользования. Оно может быть выдано с ограничениями на пространственные и временные ограничения; прав касающиеся содержания и др.

#### Неисключительное право использования
Не исключительное право использования дает право правообладателя на использование произведения только в качестве исполнителя договорных условий и без возможности использования третьими лицами, см. § 31 закона.
Авторское произведение должно быть доступным в скопированном виде для ведения следствия, дела в суде или трибунале. При этом суды, арбитражные трибуналы и другие органы государственной власти для отправления правосудия и государственной безопасности, могут воспроизводить портреты. Распределение и общественная выставка таких работ должны быть допустимыми при тех же самых условиях что касается их воспроизводства.

#### Исключительное право использования
Исключительное право использования, дает право правообладателя использовать произведение исключительно так, как это предусмотрено контрактными условиями и никакому другому лицу оно не может быть предоставлено.
Новая редакция закона о защите авторских прав, вступившая в силу Германии в 2008 году накладывает ограничения на копирование и
скачивание компьютерных данных для некоммерческих целей и увеличивает финансовую нагрузку на производителей компьютеров и принтеров. Поправки к закону касаются права на создание электронных и бумажных копий в частной сфере. Под понятие «использование в частной сфере» попадает создание копий для передачи узкому кругу людей, членам семьи, конвертирование файлов в другие форматы, изготовление резервных копий дисков с программным обеспечением. Эти виды копирования разрешаются с новыми ограничениями. Закон в новой редакции запрещает копирование CD и DVD дисков, если на них установлена специальная программа защиты. Незаконным стало копирование данных, которые были скачаны или скопированы распространителем нелегальным путём. Этот запрет касается также пользователей файлообменных систем.

## Правообладатель авторских прав-автор
Согласно § 7 Закона об авторском праве автор является создателем произведения. Автором может быть только физическое лицо.

## Переносимость авторского права
§ 28 Раздел 2 Закона об авторском праве предусматривает, что автор может передать авторское право по завещательного распоряжению.

## Права на использование
Автор работы имеет эксклюзивные права на эксплуатацию произведения.

## Наследование
Авторское право в Германии может быть передано по наследству. Передача по наследству авторского права осуществляется автором завещательным расположением. Авторское право также может быть передано при выполнении завещательного расположения наследникам или сонаследникам как часть разделения имущества. Авторское право не может быть переводимым.